# Volvo B12M

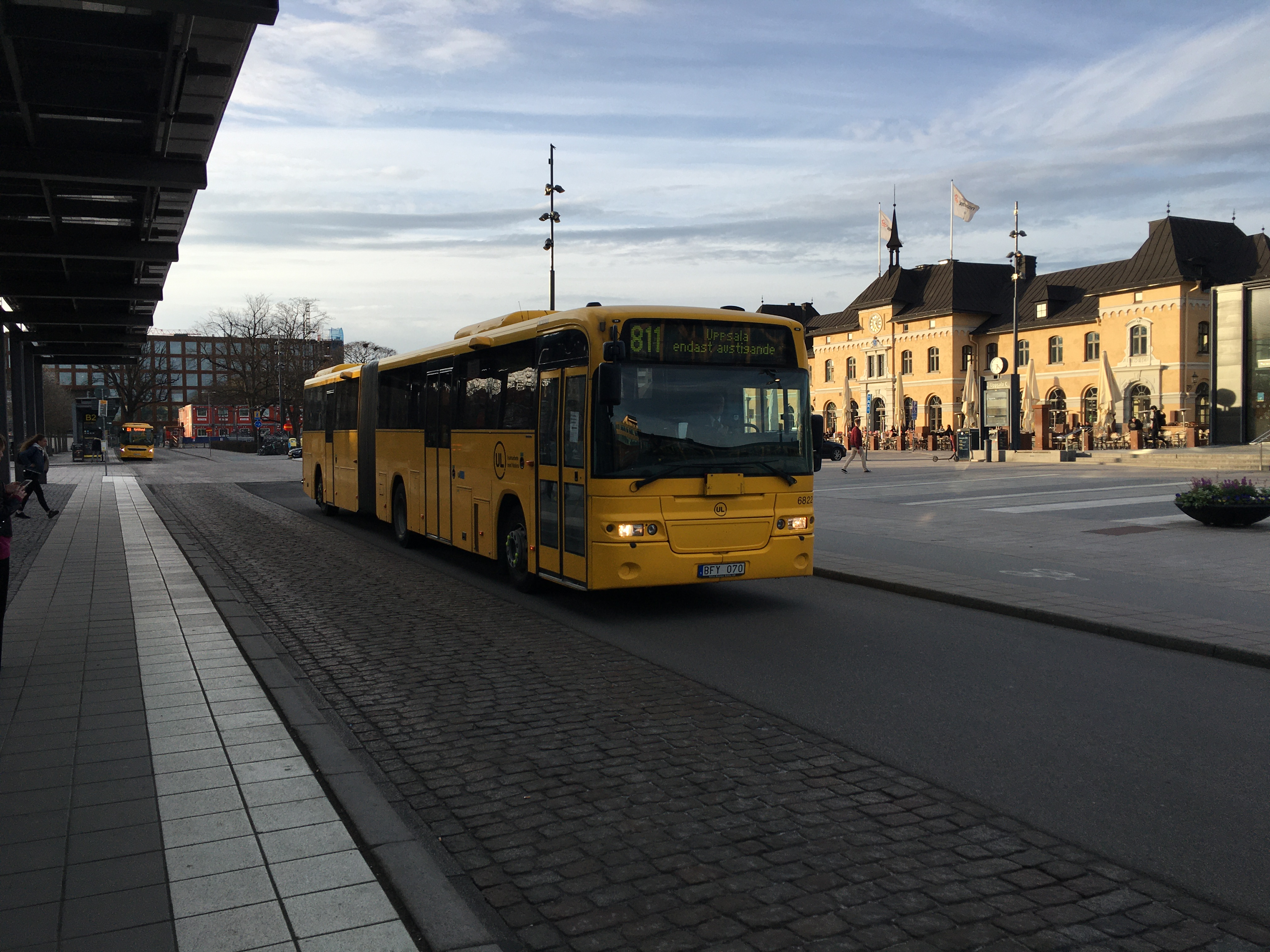
Volvo B12MA-ledbuss med Volvo 8500A-kaross av årsmodell 2008 vid Uppsala centralstation, 2020.

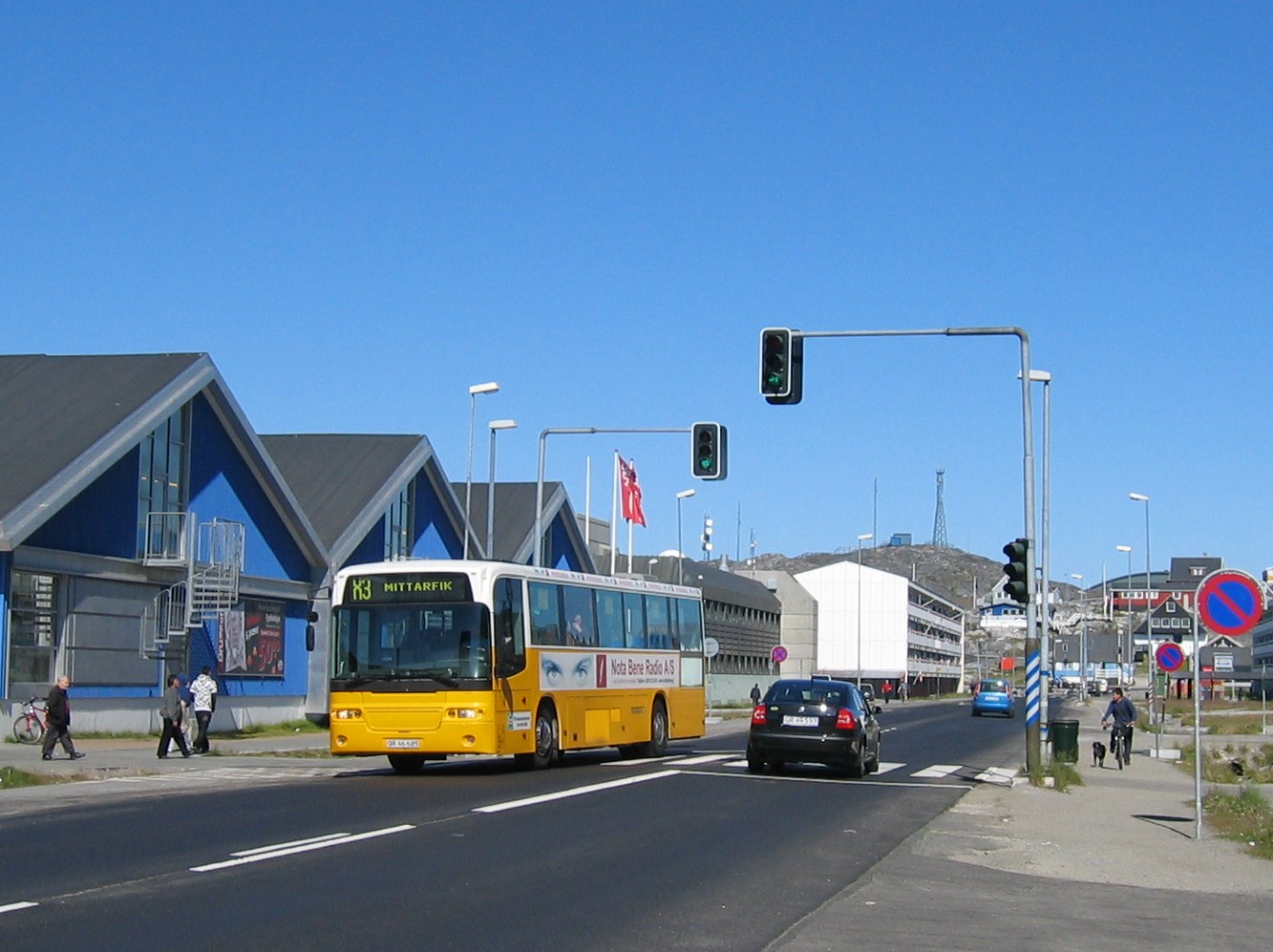
Stadsbuss av typ Volvo 8500 i Nuuk på Grönland.

Volvo B12M är ett busschassi med mittmotor som tillverkades av Volvo mellan 2001 och 2011 i Europa. Det ersatte B10M. Motorn är på 12 liter, och den liknar motorn till lastbilen Volvo FH12, men är liggande för att kunna monteras under golvet.
Chassit är uppbyggt av fyrkantsprofiler av olika dimensioner och blir en integrerad del av karossen. Det finns antingen som normallångt (12 meter), med boggi (14 meter) eller ledat/dubbelledat (18/24 meter). Bussar som bygger på detta chassi har högt golv och trappsteg innanför samtliga dörrar, men med olika golvhöjd beroende på utförande.
De bussar som byggdes på chassit i Sverige var antingen helbyggda och då i form av Säffles Volvo 8500 eller Volvo Carrus Volvo 8700 och Volvo 9700. Dock förekom även bussar med karosser från externa karosstillverkare, och då i form av Vest, vilka framförallt gick som förortsbussar, samt Van Hool eller Helmark, vilka framförallt gick som långfärds- eller turistbussar. Flygbussarna i Stockholmsområdet har dock haft ett flertal Van Hool T9-ledbussar på Volvo B12MA-chassi i enklare utförande för skytteltrafik mellan Cityterminalen och Arlanda, Bromma eller Skavsta flygplatser.
Detta chassi gick liksom föregångaren B10M att få med en extra plan bakplattform, alltså ett plant och ibland nedsänkt golv bakom bakaxeln där man kan lasta till exempel barnvagnar eller rullstolar. Liksom hos vissa varianter av B10M går detta chassi även att få med helt lågt golv i bakplattformen.
Till skillnad från Volvo B10M som såldes i viss omfattning med bakre plan plattform var Volvo B12M ovanligare med denna konfiguration; I Sverige förekom Volvo B12M-bussar med plan bakre plattform endast hos Flygbussarna. I Danmark och Rigsfællesskabet har däremot Volvo B12M-bussar med plan bakre plattform varit relativt vanliga, inte minst på Grönland där det förekommit stadsbussar av typ Volvo 8500 med denna chassikonfiguration i Nuuk.
Någon ersättare till Volvo B12M kom aldrig, eftersom Volvo lade ner sitt mittmotorkoncept på grund av dålig lönsamhet. För landsvägsbussar är det istället nyare Volvo B9-chassin för förorts/länsbussar eller Volvo B11R och Volvo B13R för turist/långfärdsbussar, samtliga med stående bakmonterad motor.
Volvo B12M-chassit fortsatte att säljas i Brasilien även efter att det slutat att säljas i Europa. Efter 2012 kallades det Volvo B340M efter motorns hästkrafter och fanns tillgängligt i ledat eller dubbelledat utförande i längderna 18 respektive 24 meter. Produktionen av Volvo B12M/B340M upphörde helt under 2022.